# Distrito Noreste (Jerez de la Frontera)
Distrito Noreste denominado popularmente como La Granja es uno de los siete distritos en los que se divide la ciudad de Jerez de la Frontera, Cádiz (España). Cuenta con una población de 30.765 habitantes y una superficie de 4,57 km². Limita con los distritos norte, centro y sur, además de con la zona rural de Las Caulinas y la pedanía de Guadalcacín. En él se pueden encontrar el Estadio Municipal de Chapín, escenario habitual del Xerez deportivo FC el Complejo Deportivo de La Granja donde disputa sus partidos oficiales el Xerez CD, la Piscina Municipal de Jerez y el Cementerio de Nuestra Señora de la Merced.

## Demografía
El Distrito Noreste, con 30 765 habitantes, es el cuarto distrito por población del municipio jerezano. Los barrios que lo componen son:
| - El Pelirón - Hacienda El Polo - Torresblancas - Nuevo Chapín - Santo Ángel de la Guarda - San José Obrero - La Granja | - San Enrique - Los Pinos - Chapín - La Marquesa - La Sierra - El Ángel | - Jerez Norte - La Cañada - Edif. Congreso I y II - Avd. Lola Flores - Santa Teresa - Avd. Europa |  |

## Educación
El distrito cuenta con 6 centros de educación infantil y primaria (CEIP) y 5 institutos de educación secundaria (IES)
- CEIP Antonio de Nebrija
- CEIP La Alcazaba
- CEIP La Marquesa
- CEIP Las Granjas
- CEIP Nuestra Señora de La Merced
- CEIP San José Obrero

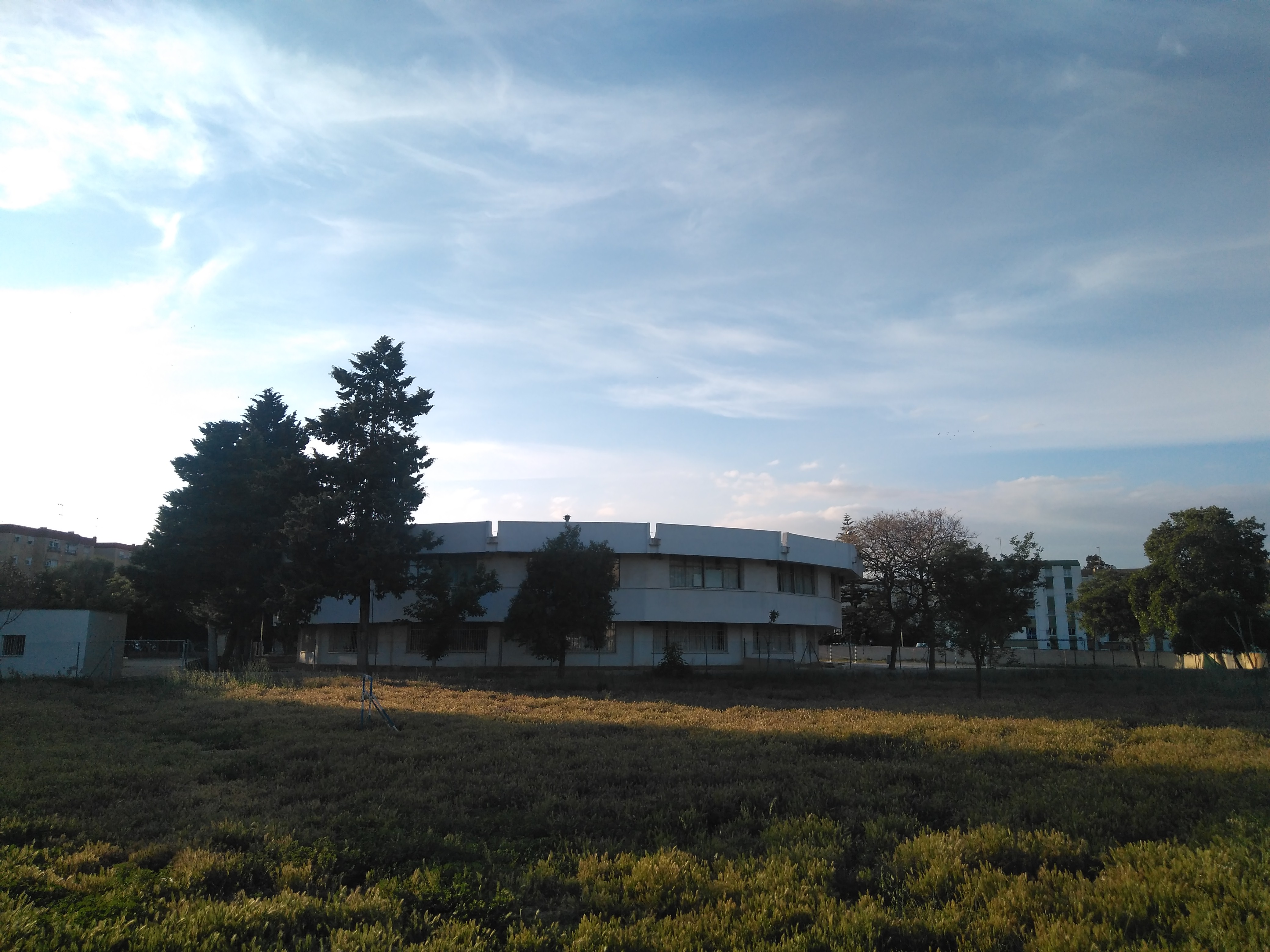
CEIP Antonio de Nebrija

- IES Lola Flores (Anteriormente Fernando Quiñones)
- IES La Granja
- IES Almunia
- IES Seritium
- IES Elena García Armada

## Deportes
Se puede encontrar el mayor complejo deportivo de la ciudad, el Complejo Deportivo de Chapín, que cuenta con el Estadio Municipal de Chapín , que con una aforo de 22.000 espectadores es sede habitual del Xerez Deportivo FC, campo de fútbol anexo, la Pradera Hípica, el Centro de Alto Rendimiento Hípico y el Palacio Municipal de Deportes. Junto al Estadio de Chapín se encuentran situado el hotel AC Jerez y el gimnasio Córner4 (que cuenta con piscina, campos de fútbol y pistas de pádel), ambos con vistas al campo de fútbol.
El Xerez deportivo FC tiene previsto construir una ciudad deportiva junto al Estadio de Chapín.

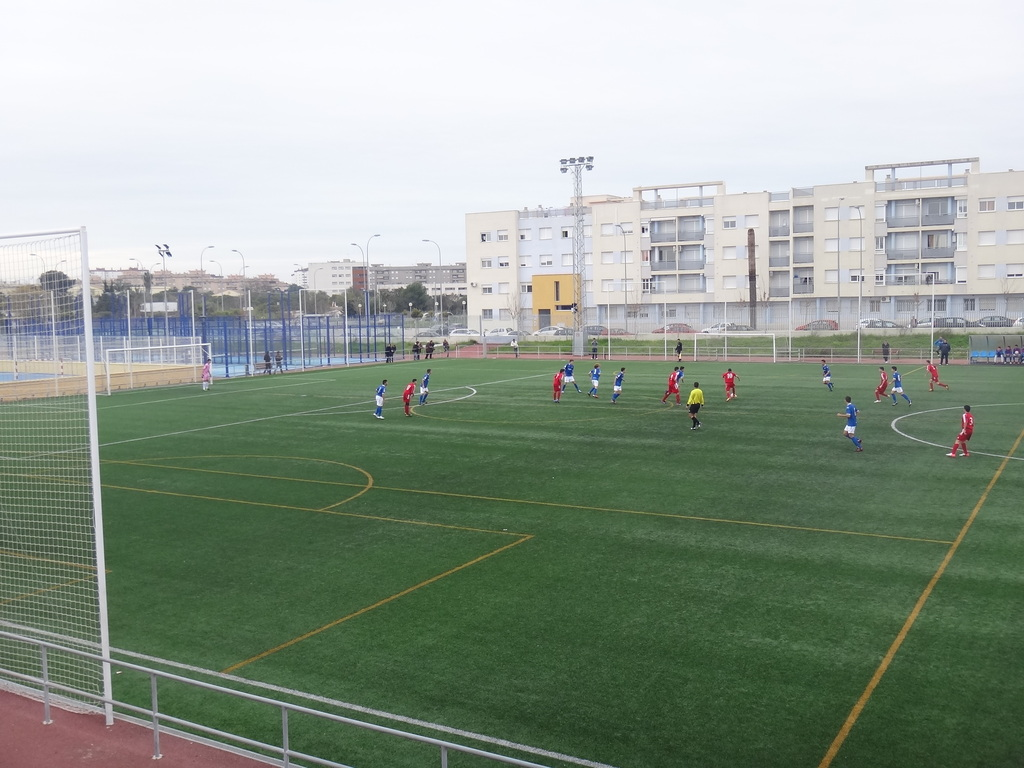
Complejo deportivo La Granja

Situado más al norte, se encuentra el Complejo deportivo La Granja, en el barrio homónimo. Con una capacidad para 600 espectadores, cuenta con 2 pistas de fútbol, una de fútbol sala y 4 de pádel, así como pistas de petanca y parque infantil.
Contiguo al Colegio San José Obrero, está situado el campo de fútbol Juan Fernández "Simón"

## Otras Infraestructuras
- Cementerio de Jerez
- Piscina municipal de Jerez
- Centro Social[1]